# Ledce (okres Kladno)
Obec Ledce se nachází v okrese Kladno, kraj Středočeský. Žije zde 484 obyvatel. Obec se rozprostírá v mírné kotlině na území přírodního parku Džbán a patří k ní i bývalé lázně Šternberk. Blízké lesy tvoří podkovu, která se táhne z jižní strany přes západ až na stranu severní. Na východě se roztahuje tato kotlina do široké slánské nížiny.

## Historie
Na území obce Ledce se nacházela různá prehistorická osídlení, což dosvědčují nálezy koster, které ležely skrčené v hrobech obloženými kameny spolu s nádobkami, kamennými dláty či jantarovými korálky. Byly zde nalezeny také dláto z doby bronzové, náramky, únětická jehlice, další jehlice ale také tři svitky zlata.
Díky velkému počtu vesnic s názvem Ledce není přesně jasné, jak je tato vesnice stará. Název obce nejspíše vznikl zdrobnělinou nebo také zmenšením slova lado nebo lada, neboli pustá, nezoraná země – malá lada či od ledu. Vesnice přitom během let prodělala několik změn názvu, dostala jména jako Leden, Ledeč, Ledec či Ledetz.

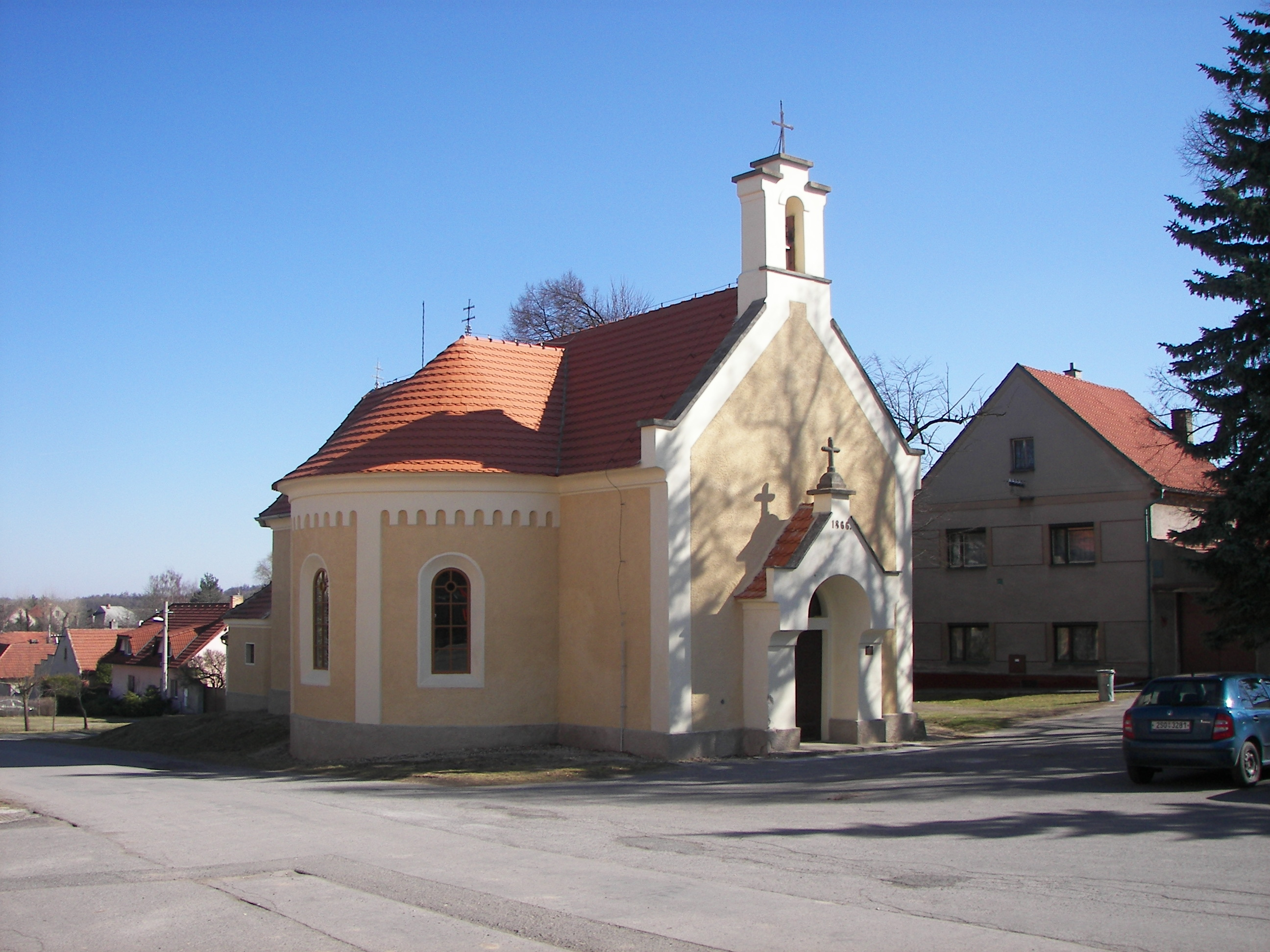
Kaple sv. Jana Křtitele

První písemná zmínka o obci nicméně pochází z roku 1400 jako ves Prokopa z Ledců, který roku 1403 přesídlil na Levý Hradec. Poté ves získal Petr Kočvara a po něm zdědil tvrz a ves jeho syn Václav z Ledců. V letech 1437–1439 se stal majitelem Ledce Otík z Bysně. Součástí obce je osada Šternberk, ve které vlastníci panství – rod Martiniců ze Smečna – zřídili v 19. století lázně.
Po roce 1524 již Martinicům patřily i vlastní Ledce, a to až do roku 1945. Mezi Ledcemi a osadou Šternberk byla vybudována tvrz zvaná Dvořiště. Stávala na místě hráze rybníka Zikaňák, v současnosti však po tvrzi zbyly jen písemné důkazy. Kaple sv. Jana Křtitele na návsi je z roku 1782 a byla rozšířena a pseudorománsky upravena roku 1866 Achille Wolfem. Tohoto roku se také do obce dostali i vojáci bojující v prusko-rakouské válce, před kterými se ledecké obyvatelstvo běželo ukrýt do blízkých lesů. Po delší době, když se vrátili zpět do obce, čekali na ně vojáci u již zmíněné kapličky a tak jim zdejší ženy připravily pár chudých jídel, aby snad návštěvu poctily. Do dnešní doby se zde zachovala i jména, jež doprovázejí obec už od založení, jako například Beránek, Čížek, Krček a Sedláček.

### Územněsprávní začlenění
Dějiny územněsprávního začleňování zahrnují období od roku 1850 do současnosti. V chronologickém přehledu je uvedena územně administrativní příslušnost obce v roce, kdy ke změně došlo:
- 1850 země česká, kraj Praha, politický i soudní okres Slaný[8]
- 1855 země česká, kraj Praha, soudní okres Slaný[8]
- 1868 země česká, politický i soudní okres Slaný[8]
- 1939 země česká, Oberlandrat Kladno, politický i soudní okres Slaný[9]
- 1942 země česká, Oberlandrat Praha, politický i soudní okres Slaný[10]
- 1945 země česká, správní i soudní okres Slaný[11]
- 1949 Pražský kraj, okres Slaný[12]
- 1960 Středočeský kraj, okres Kladno[13]

### Rok 1932
V obci Ledce (624 obyvatel) byly v roce 1932 evidovány tyto živnosti a obchody: 4 holiči, 2 krejčí, 1 kovář, 1 mlýn, 2 obuvníci, 1 podlahář, 1 rolník, 1 řezník, 3 obchody se smíšeným zbožím, 1 spořitelní a záložní spolek pro Ledce-Šternberk, 3 švadleny, 1 trafika a 1 zahradnictví.

### Rok 2006
V obci Ledce (472 obyvatel) byly v roce 2006 evidovány tyto živnosti a obchody: 1 obchod se smíšeným zbožím, 1 malé pohostinství, 1 kadeřnictví, 1 truhlářství, 1 zemědělské družstvo AGRA s. r. o., 1 pension a 1 sportoviště s tenisovými kurty.

## Kultura a služby

### Kulturní akce
Poslední den v dubnu se na zdejším hřišti pálí oheň, na kterém je tradičně spálena čarodějnice. V květnu se pořádají Staročeských májí. Po obci jde průvod a v jeho čele jde několik zástupců mužské vesnické populace a vyvádějí svobodné dívky, se kterými tancují. Večer se pak koná poražení krále a následná hudební zábava v hostinci. Obecní úřad Ledce v červnu pořádá „Den dětí“. K obci také neodmyslitelně patří výstava, kterou v září pořádají Ledečtí zahrádkáři. Vystavují se zde různé suché vazby z květin, dále pak zelenina, ovoce či kuriózní tvary plodů.

### Žurnalistika

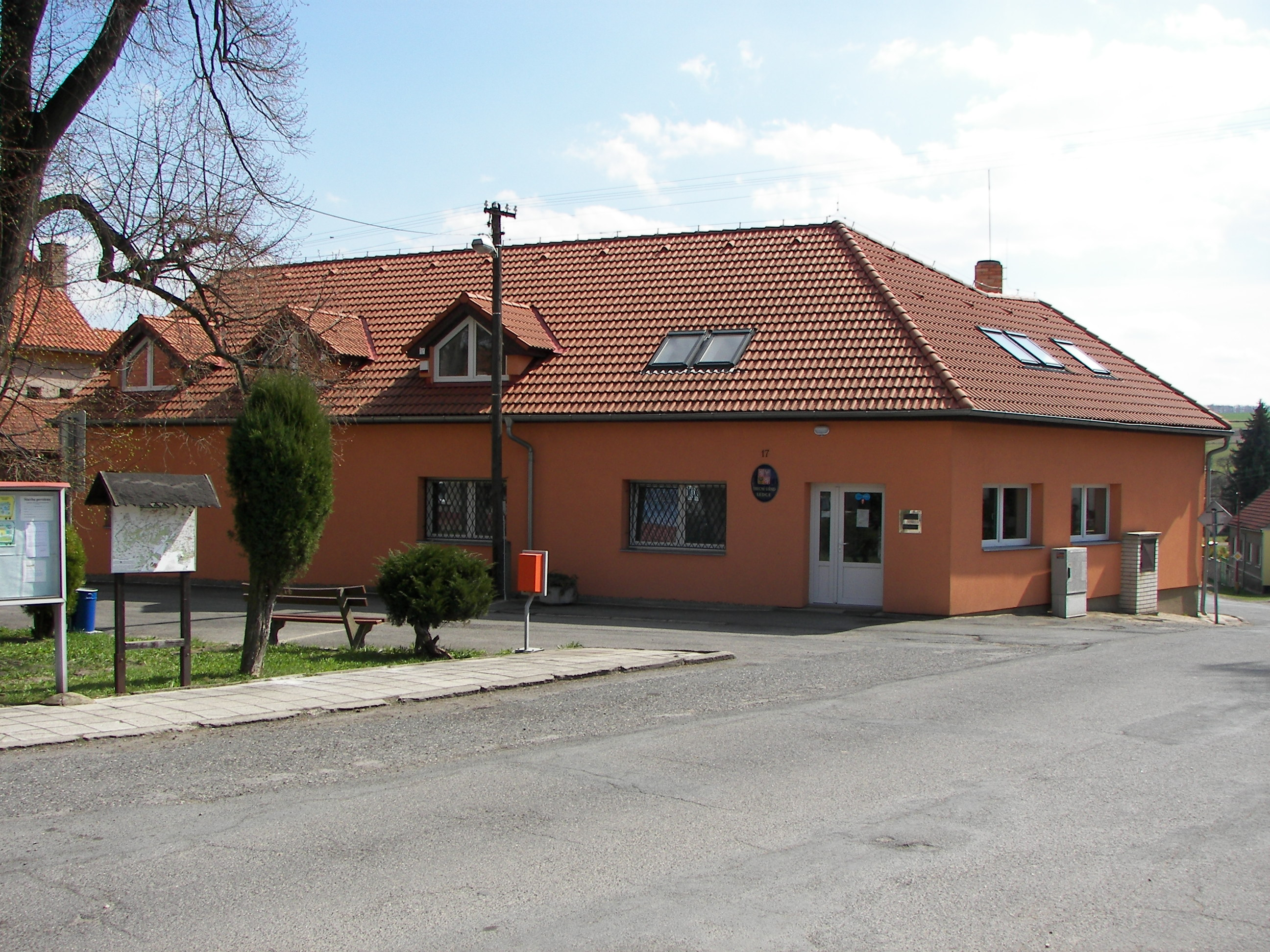
Obecní úřad

V obci vychází čtvrtletník, Ledečák, který informuje zdejší občany o aktuálním dění, chystaných akcí, historii, ale taktéž dává prostor začínajícím básníkům. Vedoucím redaktorem je Jan Maňas a spolu s ním do časopisu píší např. PhDr. Jiří Šíma, DrSc., Hana Vavřincová, Růžena Stárková. Časopis vychází v obci zdarma, v černobílém provedení a dále díky aplikaci Issuu na internetu.

#### Spolky
V obci jsou dva spolky:
- Baráčníci,
- PROLEDCE!

V minulosti zde působilo Hnízdo Kosů, zdravotnický spolek, spolek žen, Sokolové, Sbor Hasičů apod.

### Menhiry

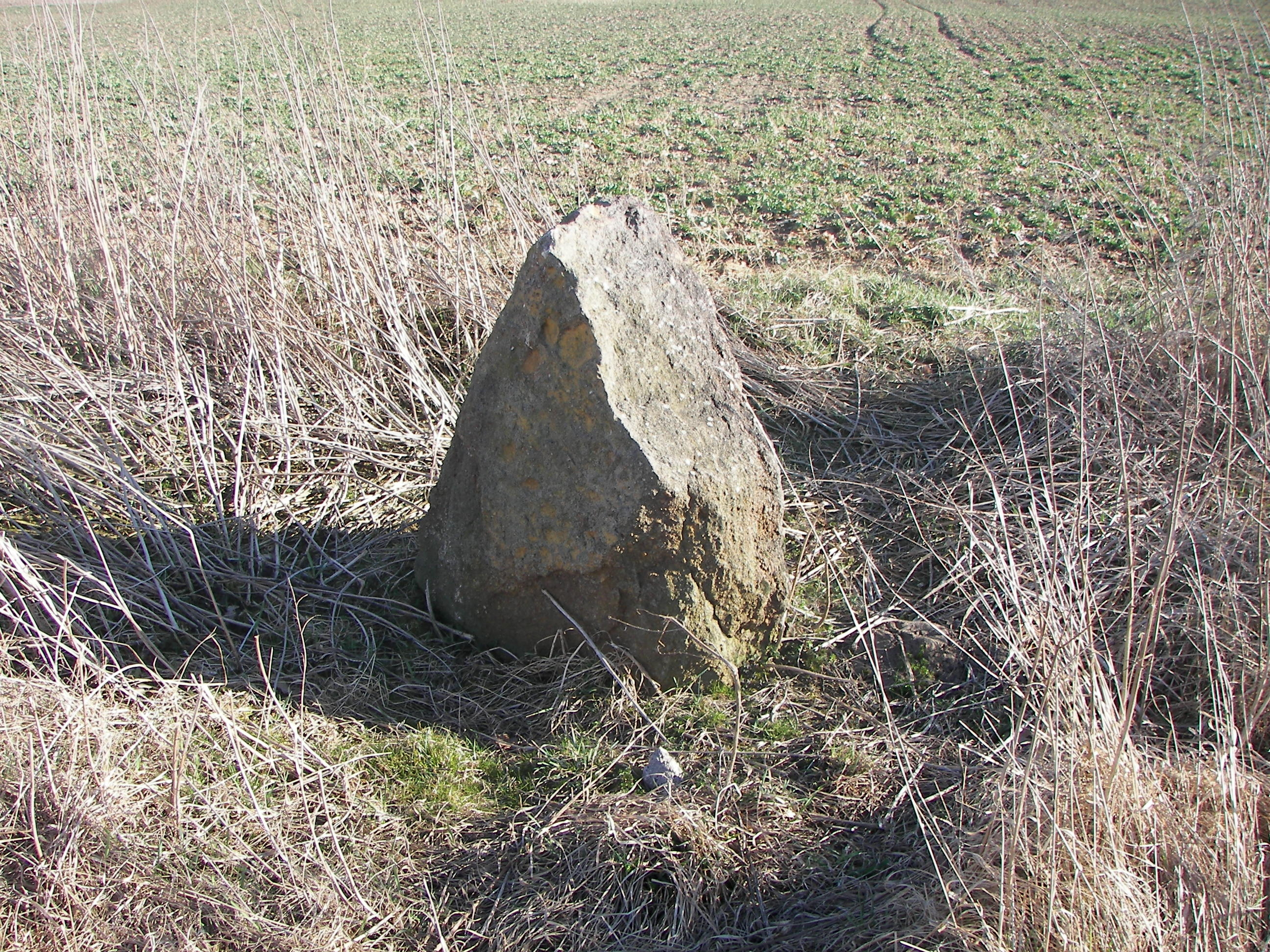
Menhir, který leží na okraji katastrálního území Ledec, Přelíce a Řisut

Mezi Ledcemi, Řisutami a Přelící je 8 až 11 slepencových kamenů, které mají výšku 40 až 90 cm. Společně vytváří ohnutou kamennou řadu, ve které sedm kamenů stojí a ostatní leží nebo jsou jinak křivě postaveny. Nejspíše se jedná o středověké hraniční kameny. Mezi nejznámější kameny jsou považovány dva větší menhiry, které byly odcizeny jistými občany právě z obce Ledce. Postupem doby však vědci nacházejí v této lokalitě další a další menhiry.

### Muzeum
V budově bývalé školy u rybníka z roku 1897 sídlí od roku 2005 Malé asijské muzeum, které se specializuje na tradice a současnost poznávání vybraných zemí Asie. Muzeum se dále věnuje i obci, a proto zde zřídilo pamětní síň obce Ledce a bývalých lázní Šternberk. Muzeum má na starosti PhDr. Jiří Šíma, DrSc., a jeho ředitelkou je MgA. Baldandorj Ariunzul. Dále je toto muzeum jediné v ČR, které se asijskou kulturou natolik zabývá.

#### Historie muzea
Muzeum je umístěno v bývalé ledecké škole, kterou si pronajal Klub Asia-Pražská jurta. Jejím předním představitelem je mongolista a sinolog Jiří Šíma.
Expozici je zde od roku 2007 a zachycuje výběr historie a současnosti vztahů České republiky k vybraným asijským zemím a oblastem Ruska, středoasijským republikám, Mongolsku, oběma korejským republikám, Japonsku a Vietnamu. Menší část muzea je věnována historii a současnosti obce Ledce včetně bývalých lázní Šternberk (tedy Pamětní síň obce Ledce a bývalých lázní Šternberk).
Krom bohaté odborné knihovny a řady materiálů v muzeu pořádají přednášky. Občasně se zde vyučuje mongolština, čínština a připravují různé kulturní programy.
Stojí tu trvale i dvě mongolské jurty a jedna kazašská, v nichž si může návštěvník prohlédnout běžné zařízení i originální nástroje denního používání v porovnání chudší i bohatší rodiny.

#### Přednášky
V Malém asijském muzeu každý měsíc či po předchozí domluvě se konají přednášky. Přednášky se zabývají asijskými tradicemi nebo Ledeckou historii. Svou přednášku zde měla například sinoložka Ivana Bakešová či Zlata Černá.

### Zajímavé objekty

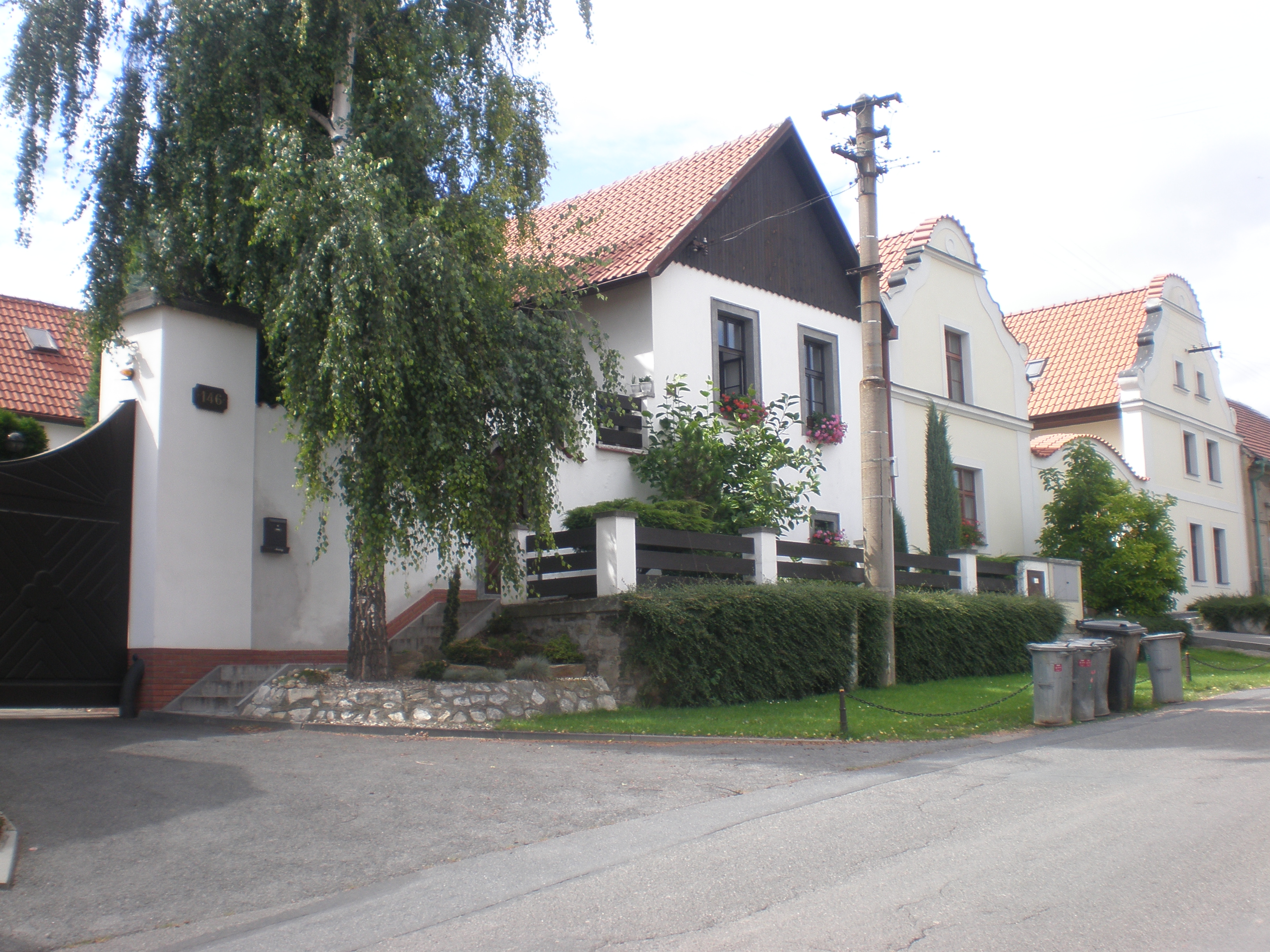
Bývalé usedlosti ledeckých sedláků

Mezi zajímavé objekty v obci patří dům čp. 3, který je ozdoben kamennou deskou s vytesaným reliéfem „Kladení Krista do hrobu“ ze 16. století. Dále také dům čp. 24, který je postaven v barokním stylu, nověji obnovený se zachovalým barokním štítem na obytné budově a barokní bránou. Centrum obce (náves) a cesta směrem dolů k nynějšímu hřišti je lemována Selskými staveními. Zde pobývali zámožní sedláci, kteří vlastnili velká pole kolem obce Ledce. Ve 20. století byla cesta od návsi ke hřišti lemovaná hrušněmi. Po dozrání hrušek chodili obyvatelé a postupně očesávali tyto stromy. Tento zvyk však úplně vymizel, protože hrušně byly pokáceny. Na jejich místě byly vysázeny mladé stromky.

### Pohostinství
Obec obsahuje tři hospody. Jedna je v objektu bývalého stadionu u hřiště. Druhá funguje i jako občerstvení u tenisových kurtů. Třetí nově vznikla z hasičského domu, kde zabrala místo původního účelu budovy. Ovšem stará hospoda, ve které byla historie pohostinství dlouhá, chátrá. Historie tohoto domu je velice bohatá a leží v původním, nejstarším centru obce. Ovšem, obec ji prodala soukromému majiteli a od této doby se tento objekt předává mezi těmito majiteli a dům je už v dezolátním stavu.

## Příroda

### Vodní plochy

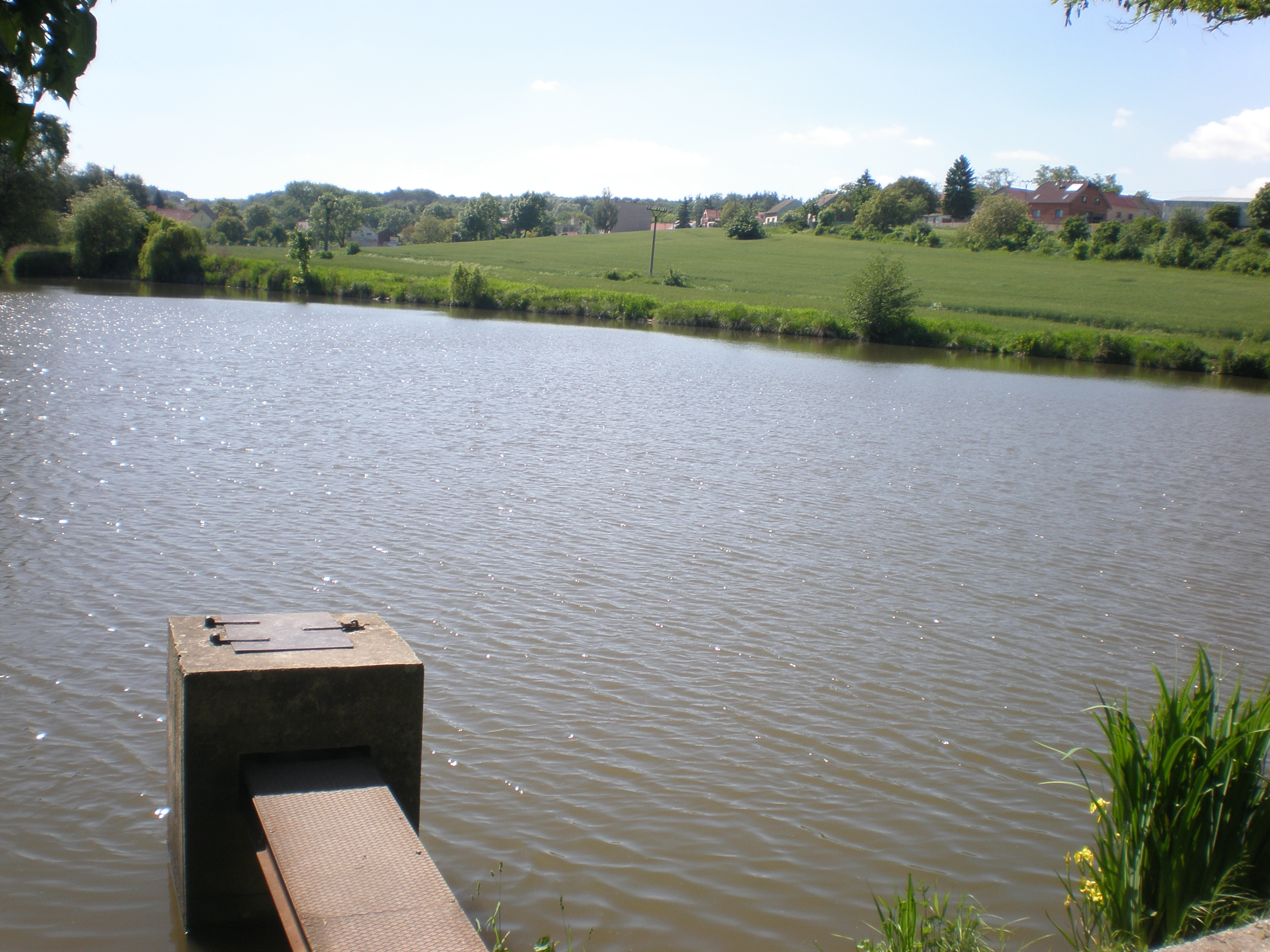
Rybník Zikaňák

Obec se může pochlubit nezvykle velkým počtem rybníků. Nacházejí se zde čtyři rybníky, z toho jeden chovný. Cestou do vesnice Hradečno leží rybník Hrádek s rozlohou 1,9 ha. Tento rybník je rybáři velice vyhledávaný pro okolní klidnou atmosféru. Pár metrů od návsi leží návesní rybník, který odtéká do rybníka Zikaňák. Odtud teče voda Šternberským potokem, který pramení pod Novou Studnicí proudí do rybníka jménem Šternberk. Rybník Šternberk byl dříve využíván jako zásobárna ledu do Smečenského pivovaru. Šternberský potok se pak dále klikatí krajinou až k městu Slaný, kde se vlévá do potoka Červeného. Dále vesnicí protéká kromě již zmíněného potoka Šternberského potok Muclavský a Drnecký.

### Památné stromy

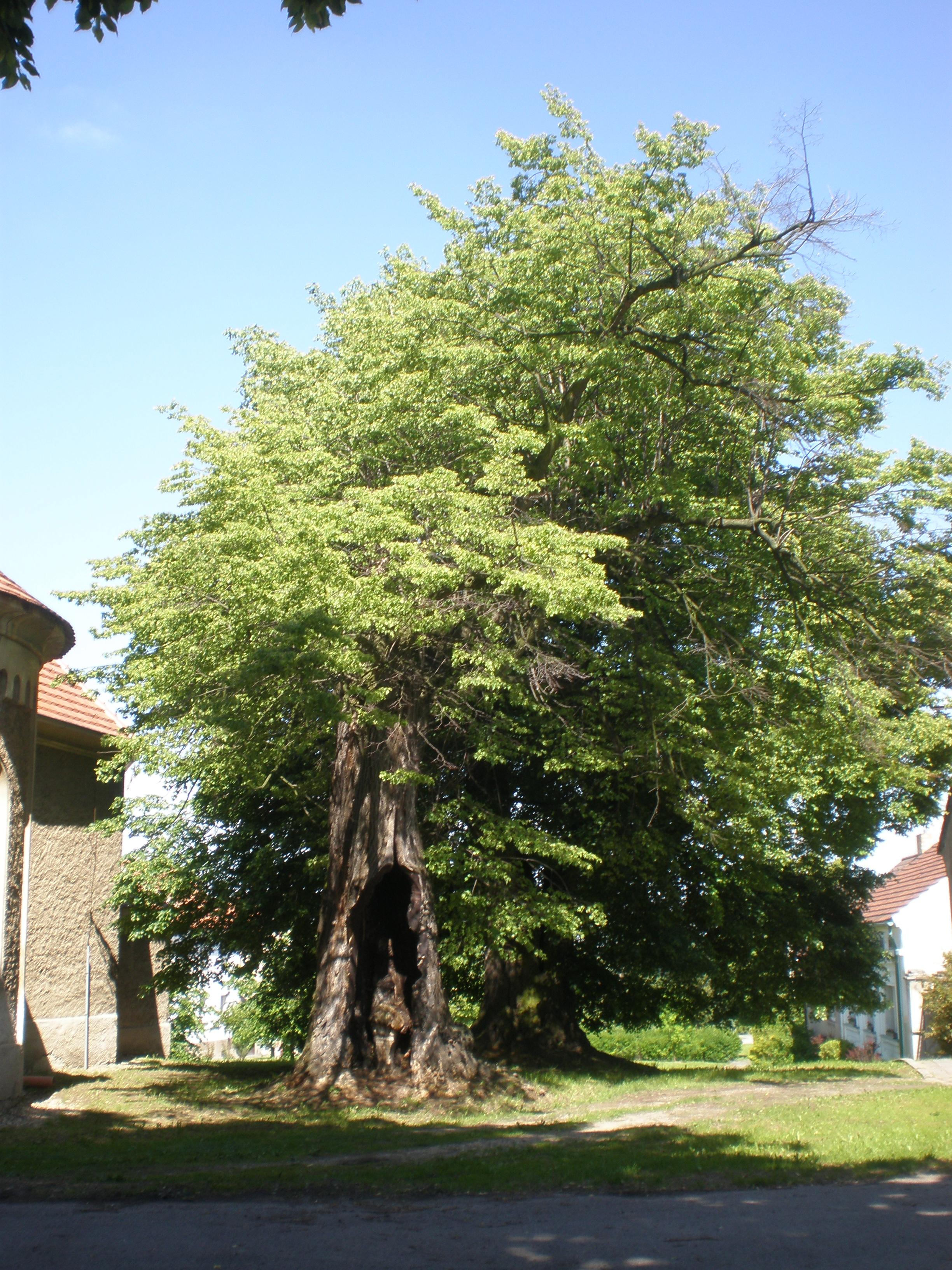
Lípa u kaple na návsi

Obec Ledce má nejvíce památných stromů na Slánsku.
- Dub, který se nachází v bývalém lázeňském parku Šternberk, nad rybníkem. Pyšní se obvodem 370 cm, výškou 18 – 25 m a stářím asi 350 let. Tento dub je památným stromem od 25. 7. 1978.
- Dub letní, který se nachází taktéž ve Šternberku, nyní však v zadní části u valu. Má obvod 418 cm, výšku 30 m a jeho stáří se odhaduje na 320 let. Prohlášen za památný byl 25. 7. 1978. Ochranné pásmo je 13 m.
- Dub letní, který se nachází na cestě k prameni T.G.M. v bývalém lázeňském parku. Jeho výška je 20 m a obvod 466. Stáří se odhaduje na více než 400 let (550 let[22]), což ze stromu dělá nejstarší strom v obci. Jeho vyhlášení zprocesoval spolek PROLEDCE! v roce 2019, který navrhl i pojmenování dubu po zdejším mlynáři Beránkovi, strom nese název Beránkův dub[22][23].

Tyto dva duby se nacházejí v lokalitě, kde je mnoho staletých dubů, avšak jen tyto dva jsou chráněny.
- Javor mléč, který se nachází u předem zmiňovaného dubu ve Šternberku, v zadní části, taktéž u valu. Jeho obvod je 333 cm, výška 20 m a stáří 250 let.
- Lípa malolistá (jedná se o skupinku dvou stromů) se nachází u kapličky na návsi, má obvod 505 a 425 cm, výška 18 a 19,5 m, stáří 250 let. Za památnou byla vyhlášena 15. 1. 1985. Ochranné pásmo kolem ní je 16 m.
- Lípa malolistá se nachází směrem na Šternberk. Stojí na zahradě u domu čp. 140. Její výška je 18 m, obvod 260 cm, stáří 120 let a památnou byla vyhlášena 29. 11. 1996. Ochranné pásmo je 6 m.

## Turistika
Obcí je vedena zelená turistická trasa, která se prolíná s modrou a žlutou stezkou.

## Doprava
- Silniční doprava – Do obce vedou silnice III. třídy.
- Železniční doprava – Železniční trať ani stanice na území obce nejsou. Nejblíže obci je železniční zastávka (jen pro osobní dopravu) Kačice ve vzdálenosti 5 km ležící na trati 120 z Prahy a Kladna do Rakovníka. Ve vzdálenosti 7 km leží železniční stanice Stochov (pro veškerou dopravu) ležící na téže trati. Ve stejné vzdálenosti leží i železniční stanice Slaný na trati 110 z Kralup nad Vltavou do Loun. Dříve však ze Slaného, přes ves Studeněves a Přelíc, vedla Šternberkem na Smečno úzkokolejná železnice, po které tahaly koně menší vagóny. Několik zbytků v lese směrem od Smečna po této úzkokolejce a její trase se zachovalo do dob dnešních.
- Autobusová doprava – V obci Ledce jsou umístěny 3 autobusové zastávky.V obci zastavovaly v červnu 2011 autobusové linky jedoucí do těchto cílů: Kladno, Nové Strašecí, Slaný, Smečno, Stochov.[24]

## Osobnosti
- František Beránek (1818–1901), mlynář ve Šternberku, vlastenec
- Václav Čížek, obecní hostinský, založil sbor dobrovolných hasičů v obci a stál u kolébky místní kampeličky a Sokola
- Karel Novák, malíř samouk, maloval zde
- Antonín Koula (1889–1938), pozounista, ředitel orchestru Československé filharmonie, profesor pražské konzervatoře[25]
- Erna Červená (1900–1985), herečka[26]
- Ladislav Klátil (1909–1979), loutkář, působil ve Smečně, Slaném a Ledcích
- Stanislav Fischer (* 1936), astrofyzik a politik
- Jiří Šíma (* 1943), mongolista a sinolog, zakladatel Malého asijského Muzea, čestný občan obce Ledce
- Vladimír Kubánek (* 1951), odborník přes zbraně hromadného ničení a omamné a psychotropní látky
- Baldandorj Ariunzul (* 1976), mongolská výtvarnice, absolventka pražské AVU, překladatelka, fotografka. V Ledcích je ředitelkou muzea.[27]

## Galerie

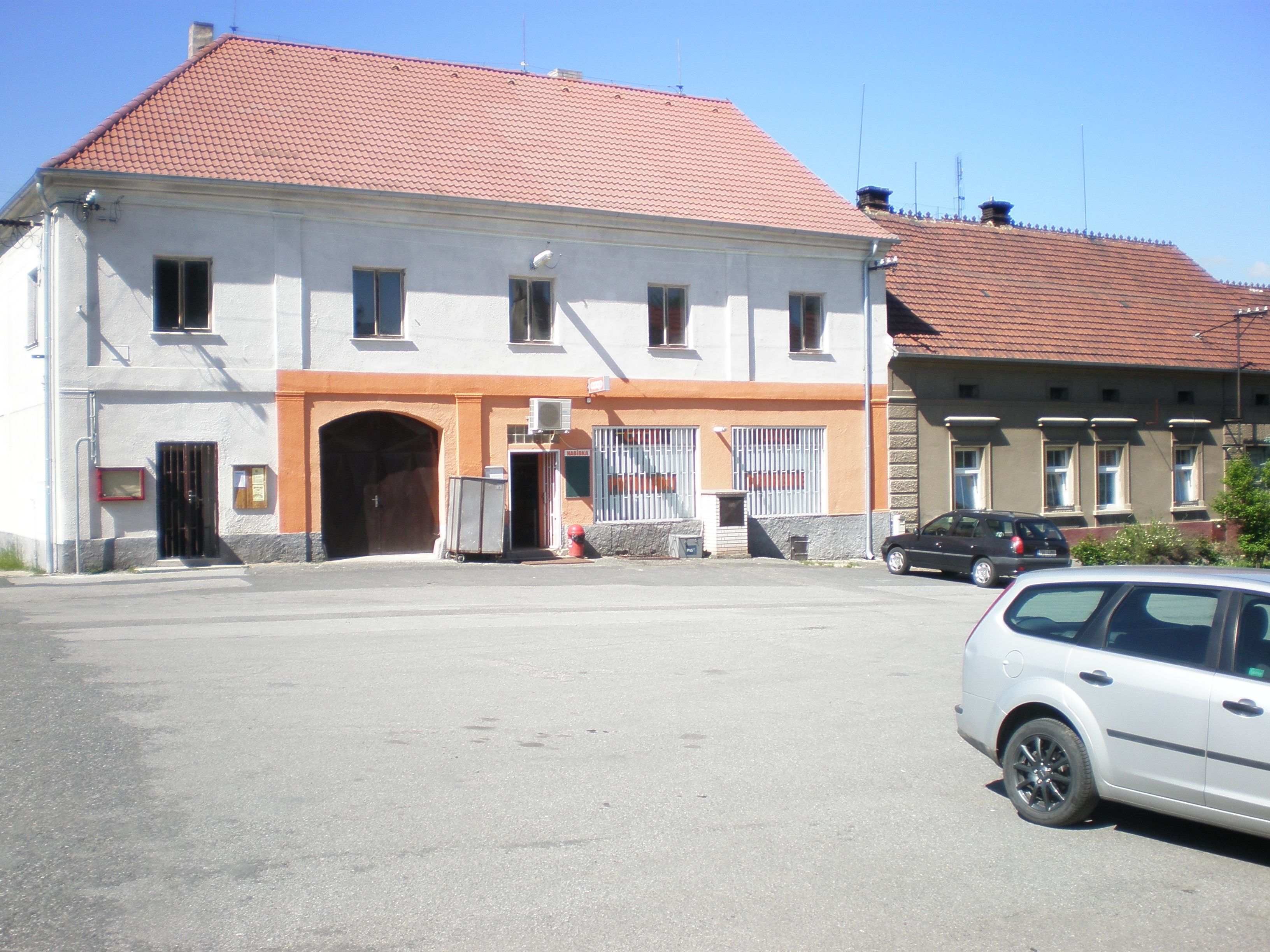
Obchod v Ledcích
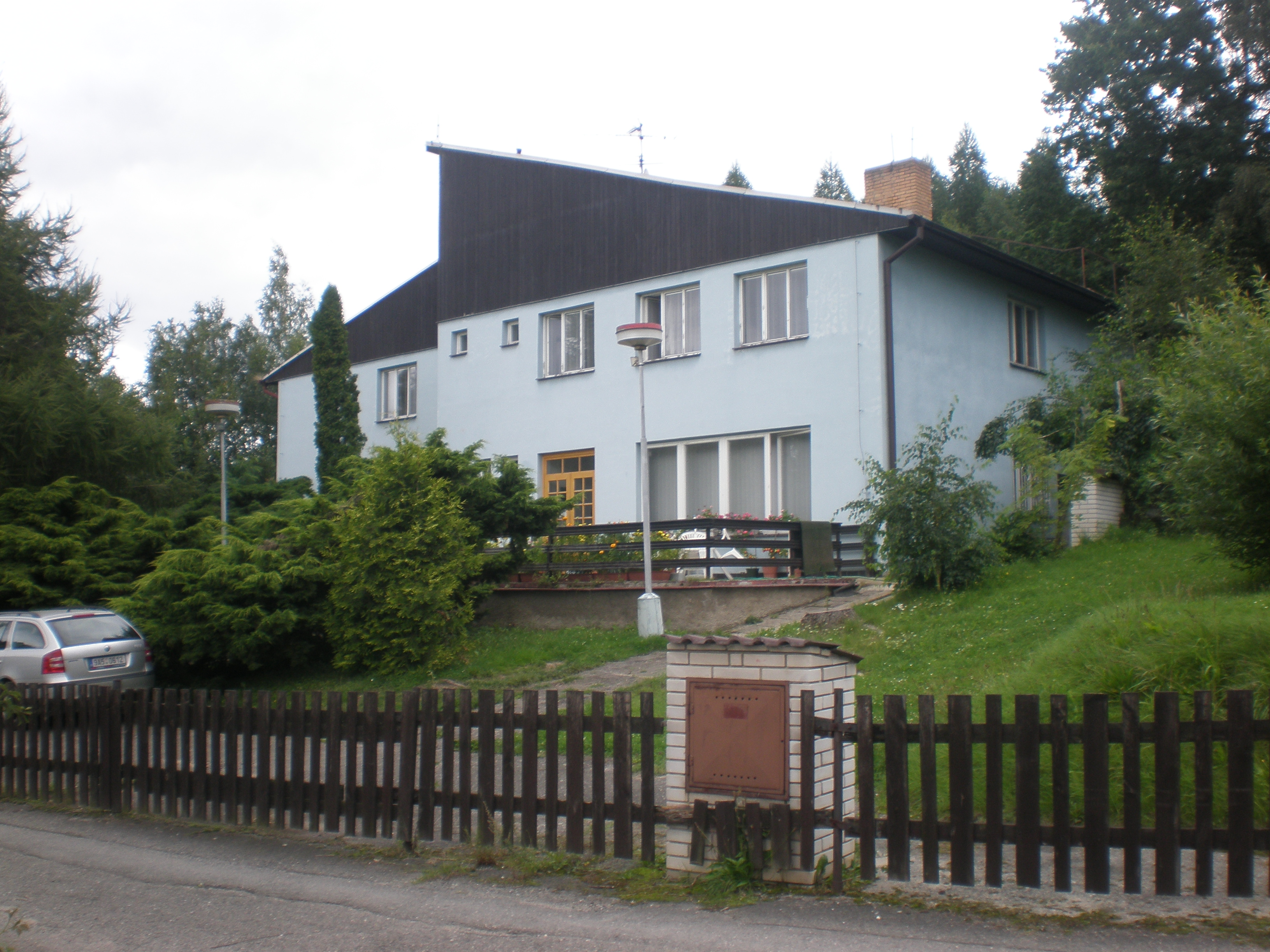
Pension Hrádek
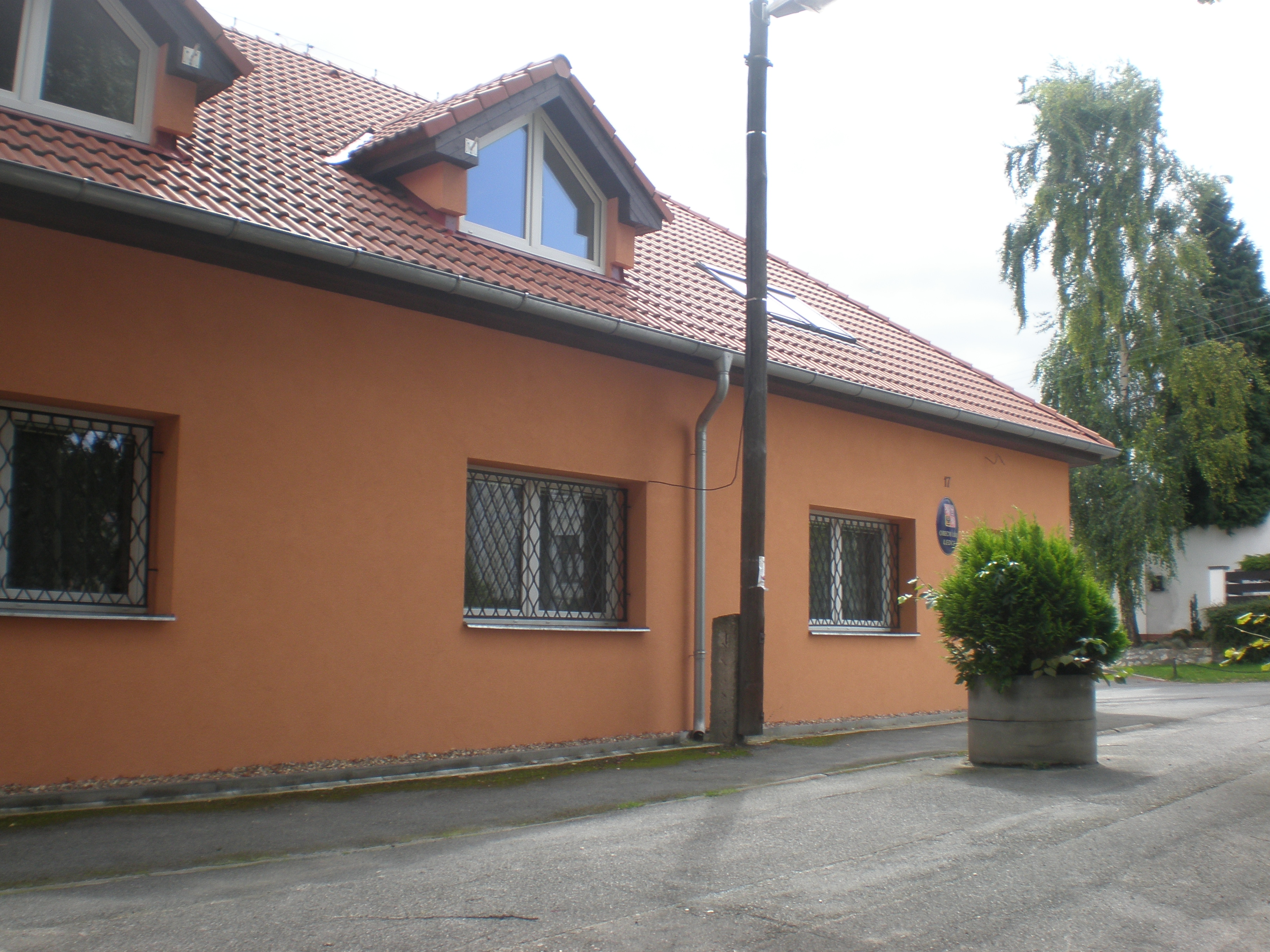
Obecní úřad
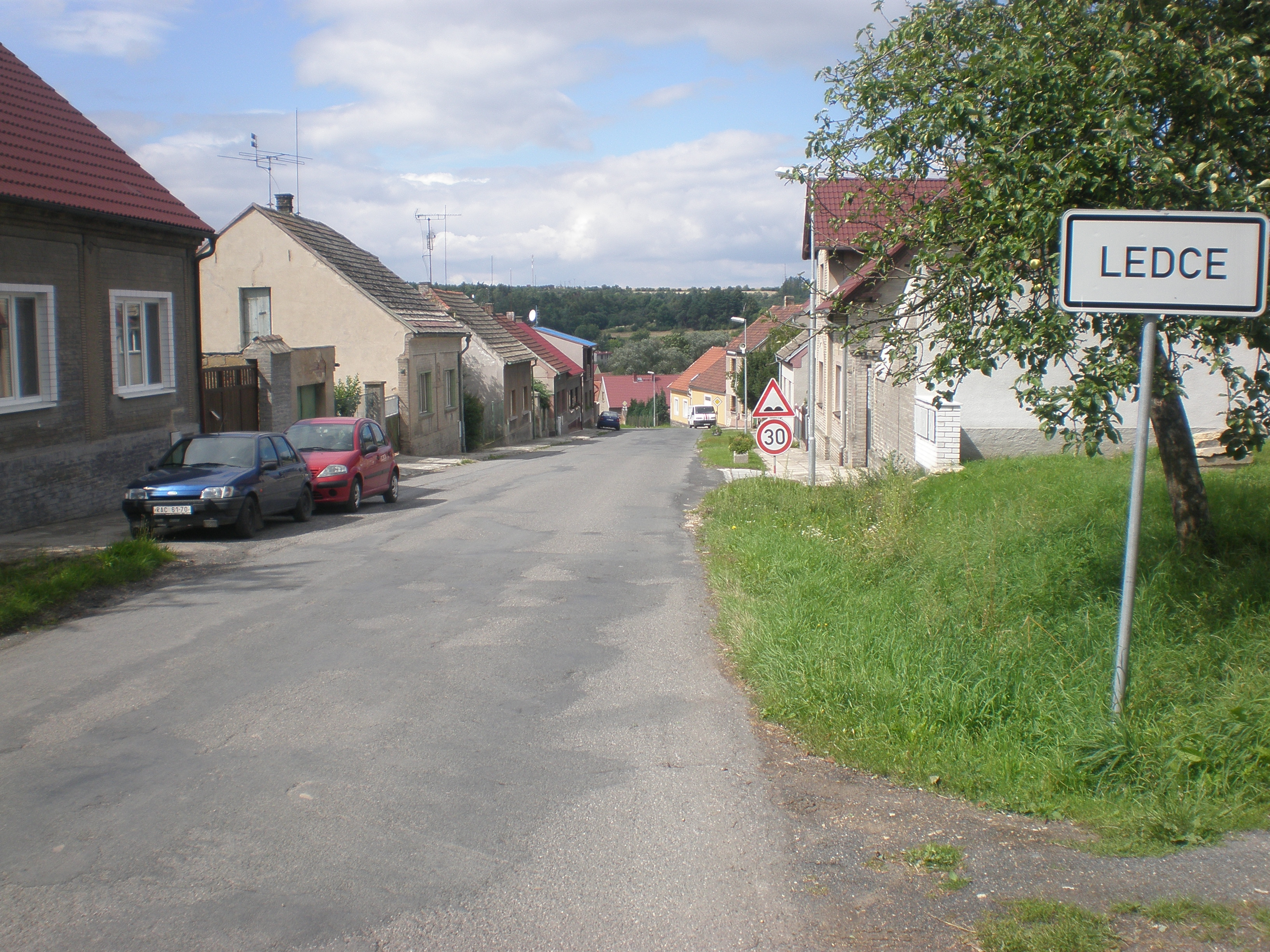
Cesta do Ledec od Smečna
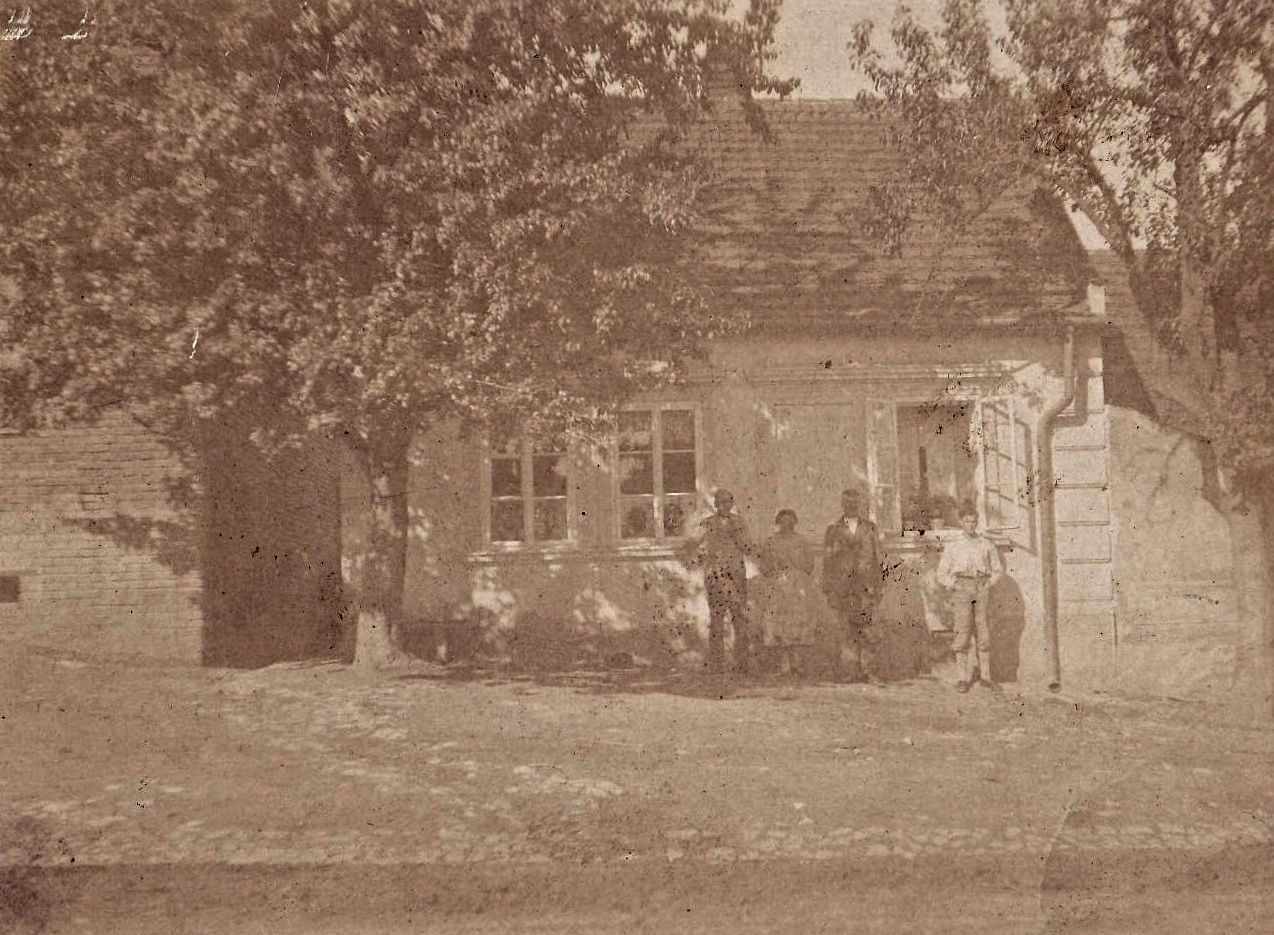
Ledce domeček č.p. 28
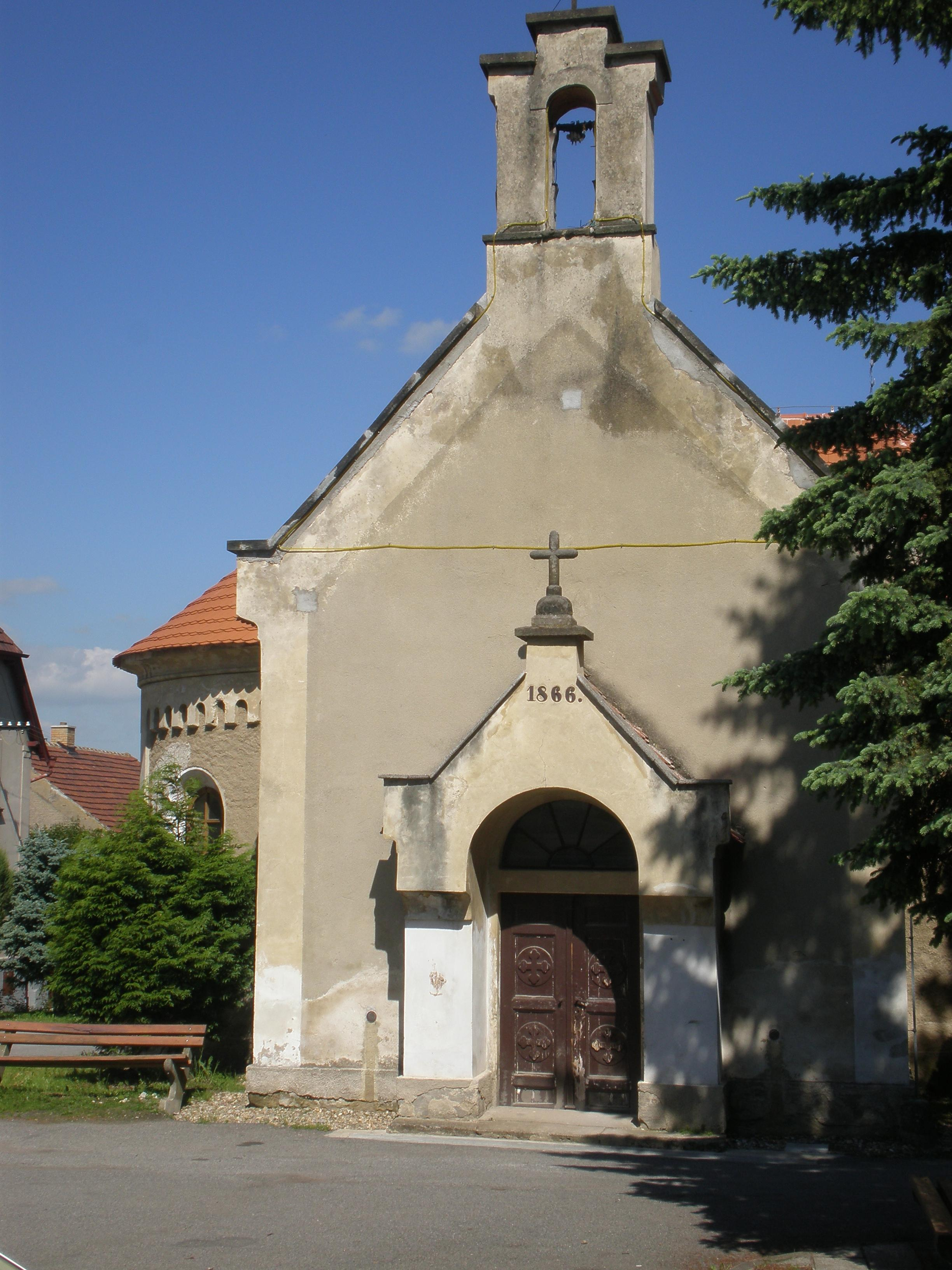
Kaple sv. Jana Křtitele před rekonstrukcí
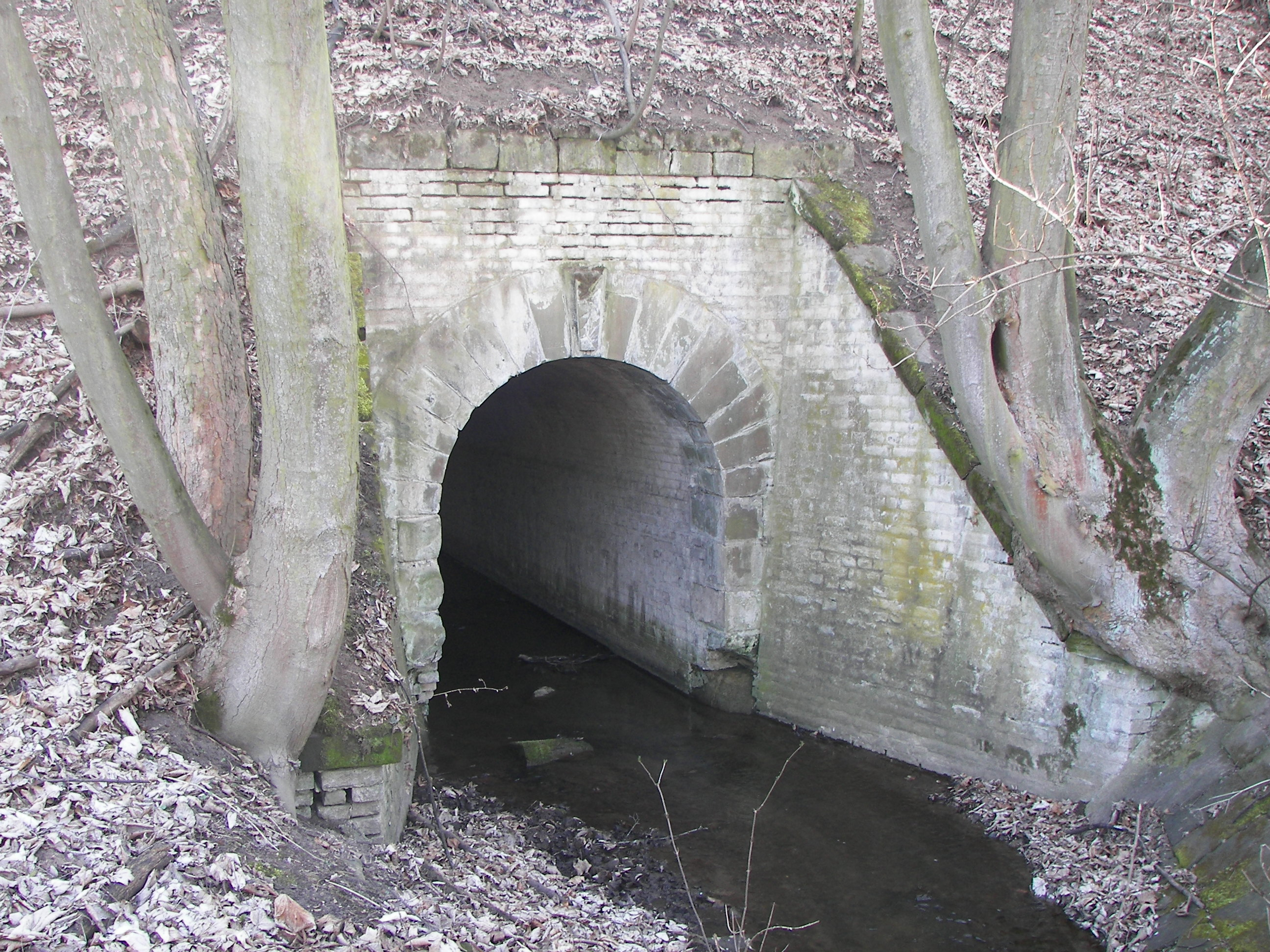
Přejezd nad Šternberským potokem
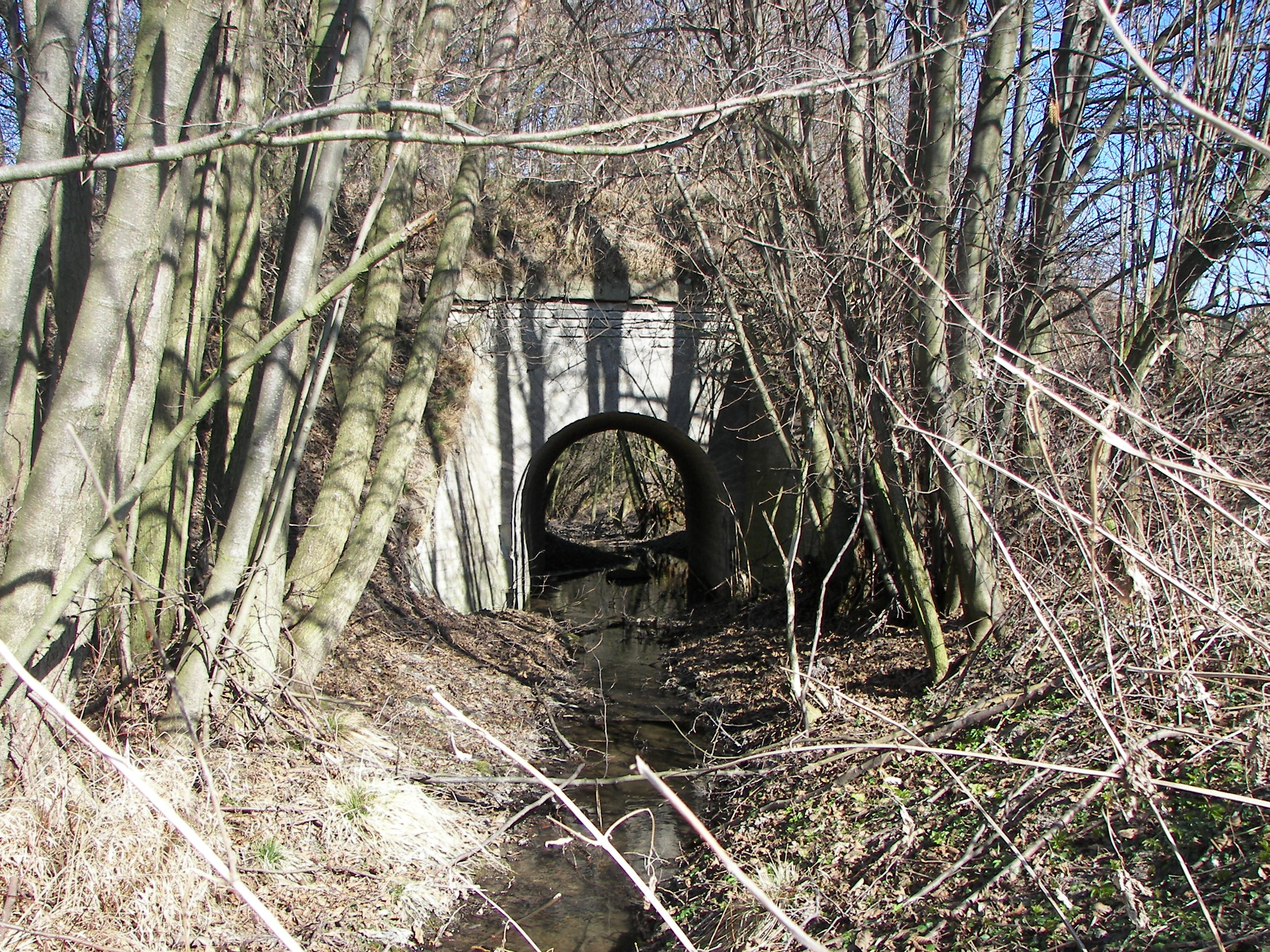
Přejezd nad Muclavským potokem
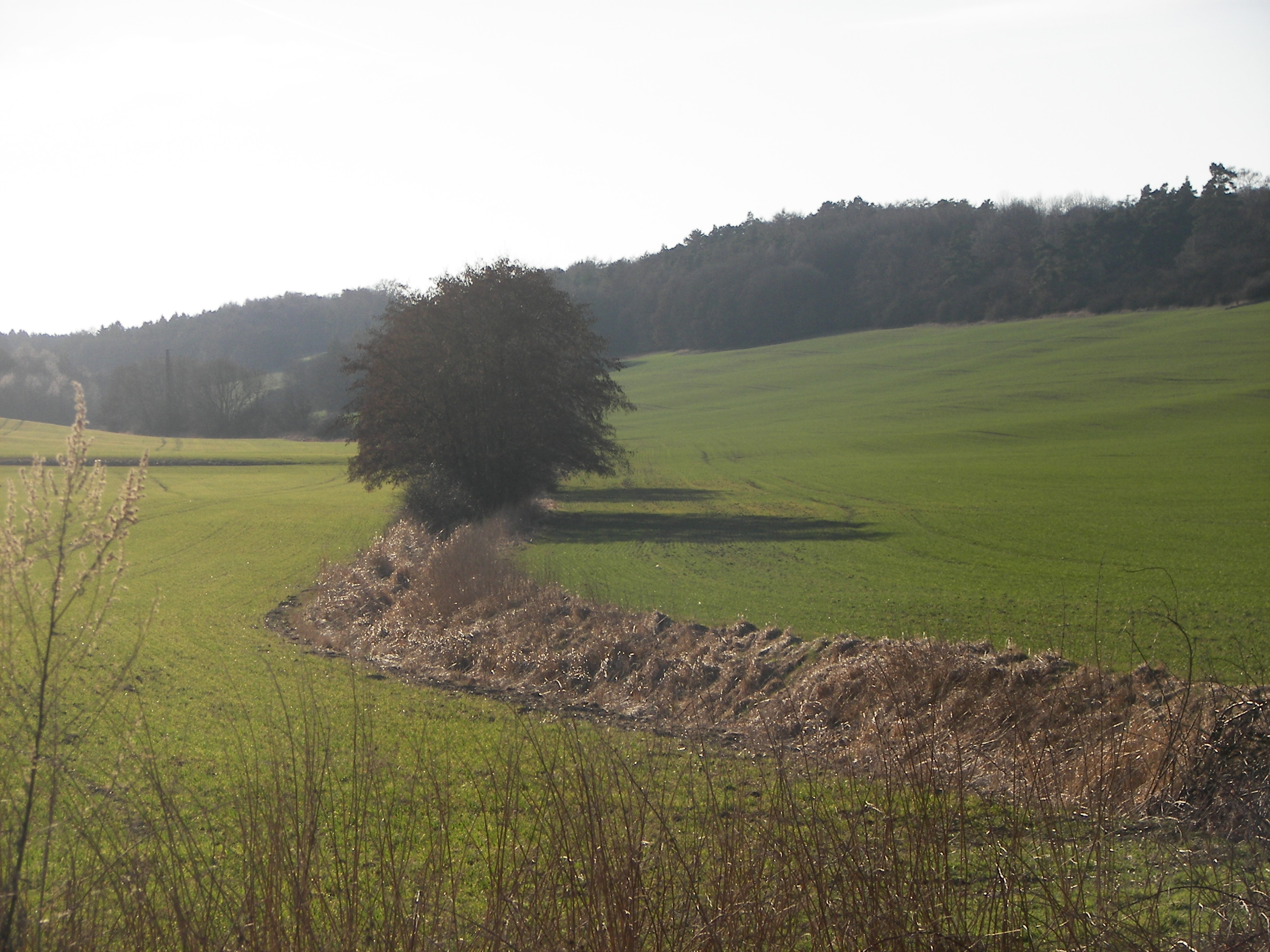
Drnecký potok
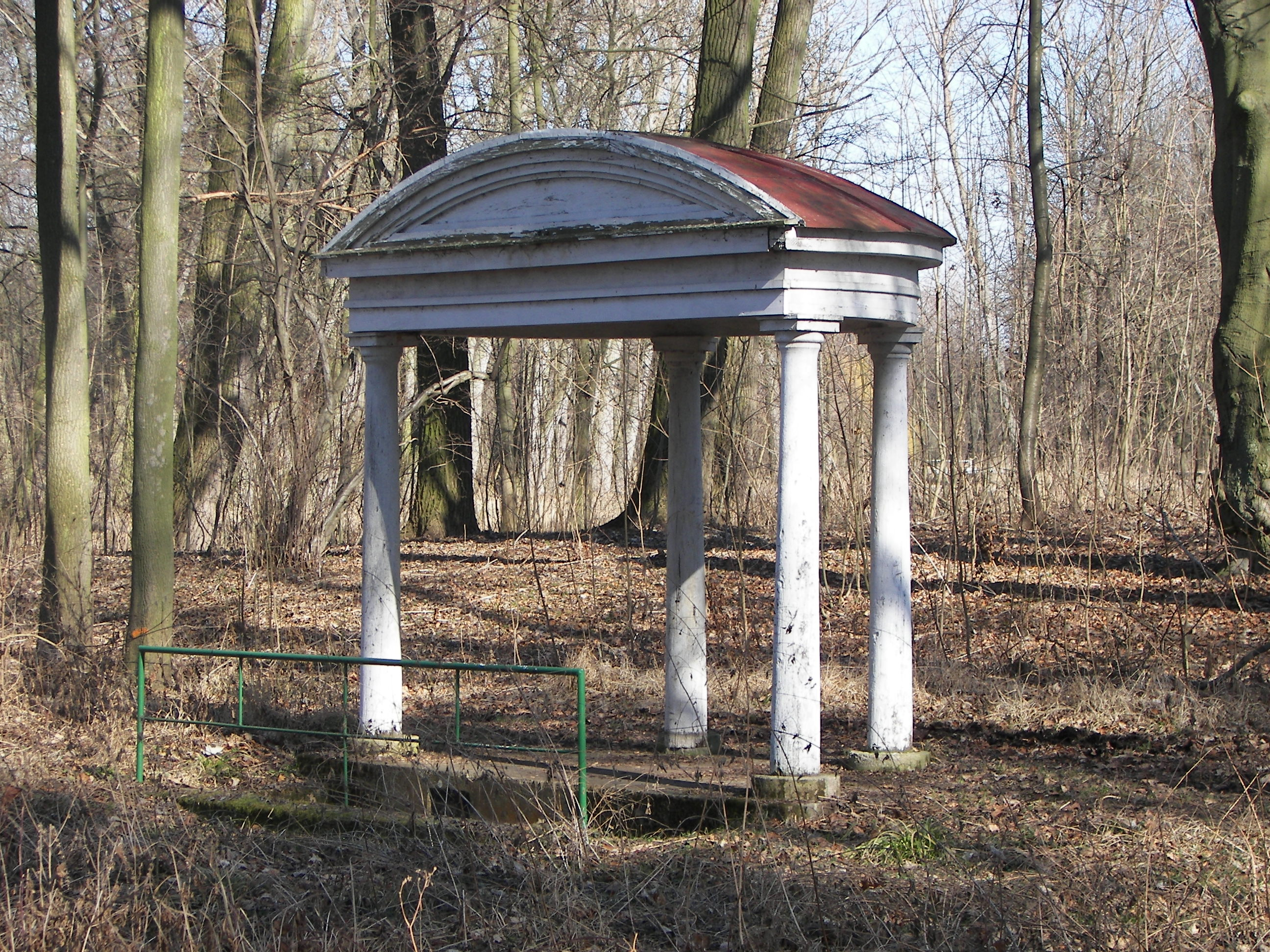
Šternberský pramen
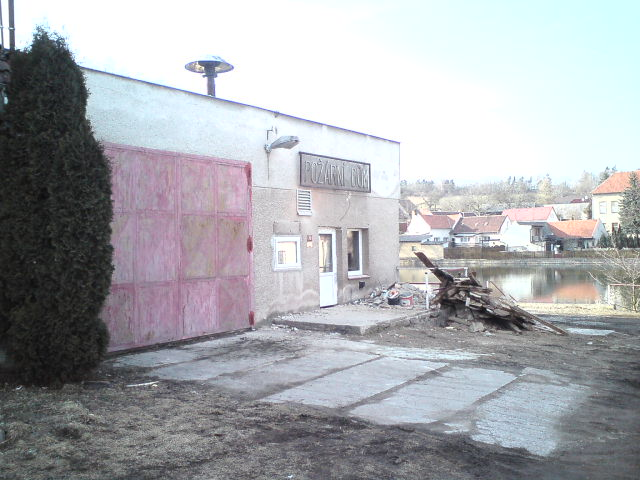
Ledecký Hasičský dům
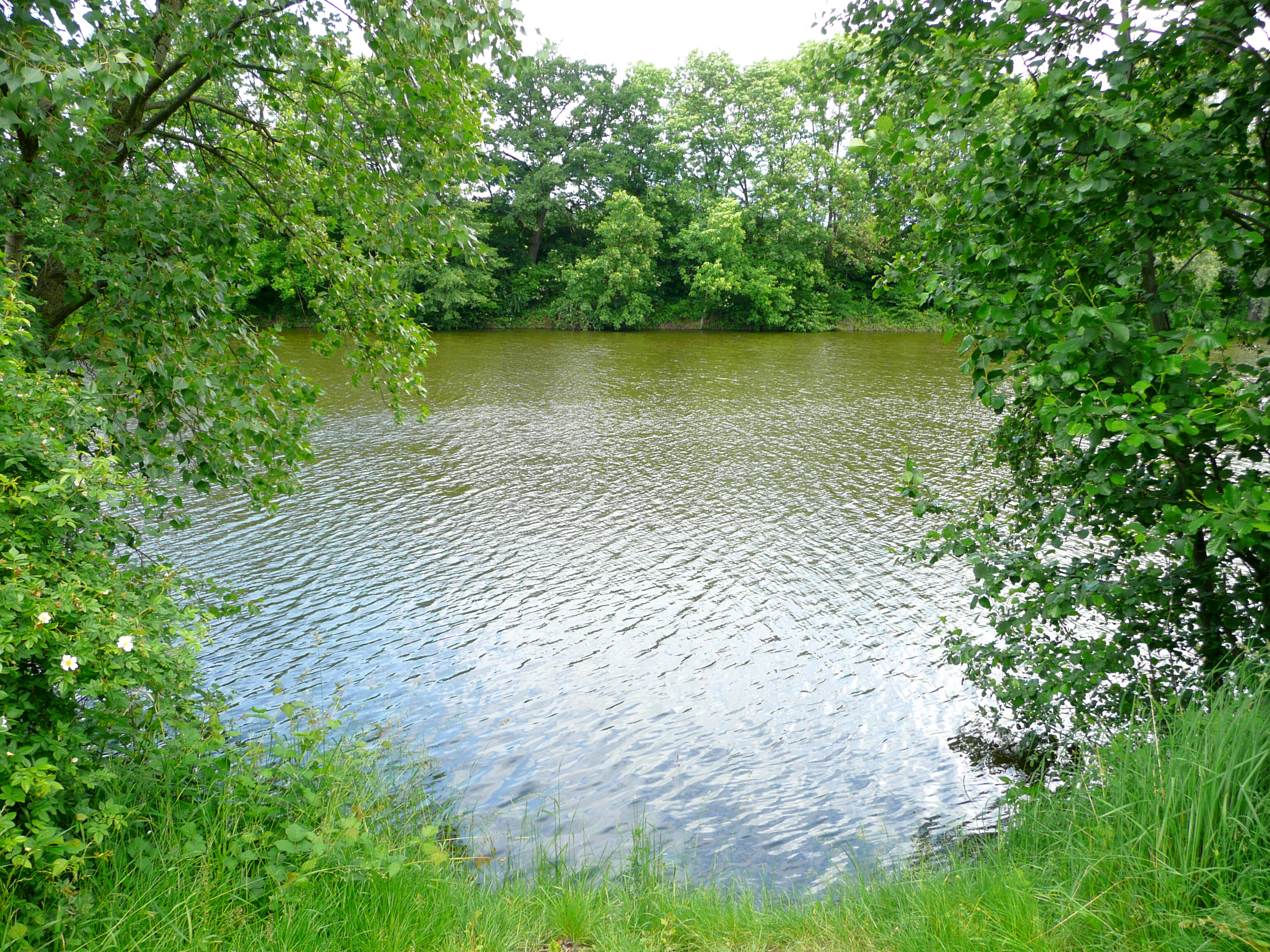
Rybník Hrádek
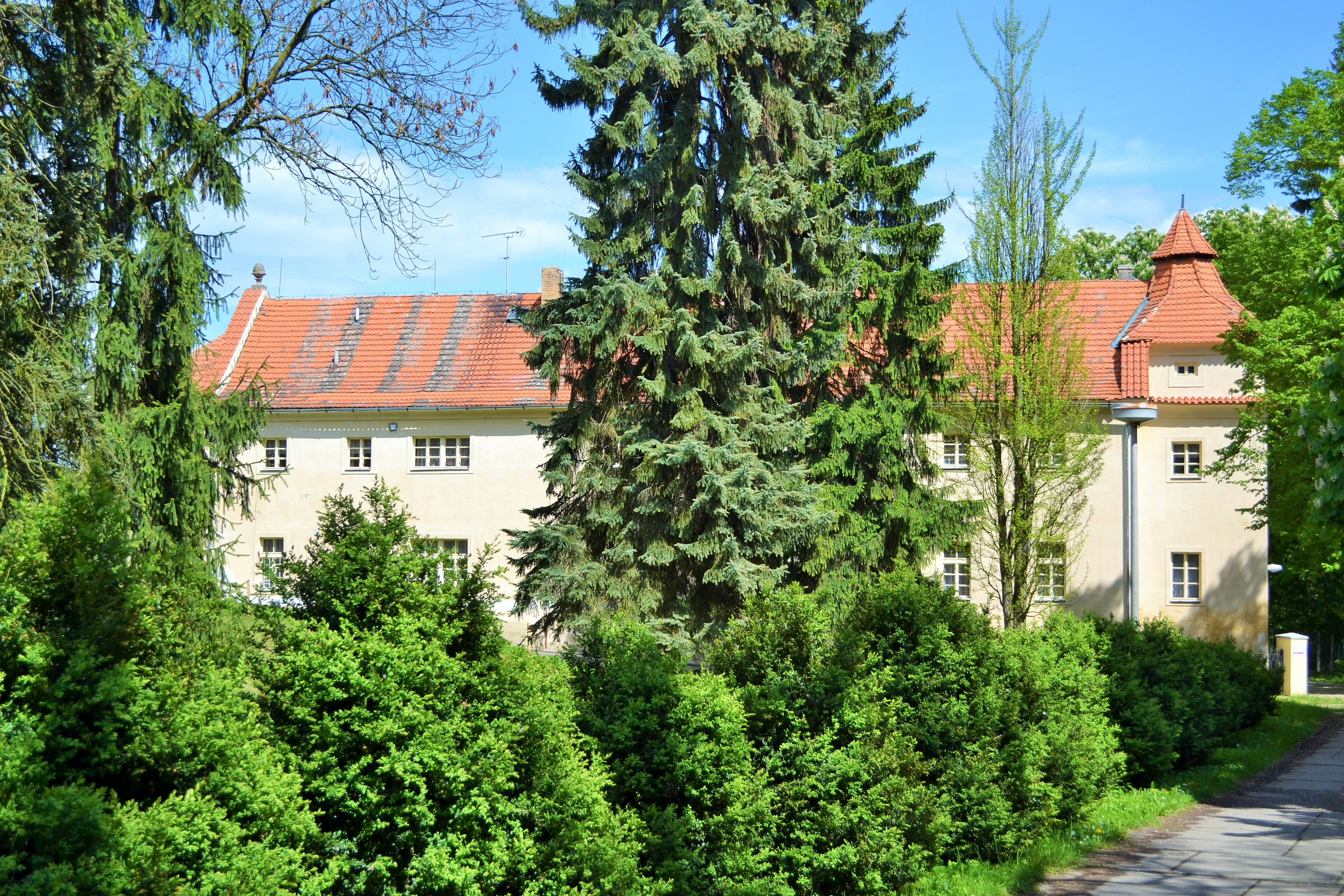
Zámeček
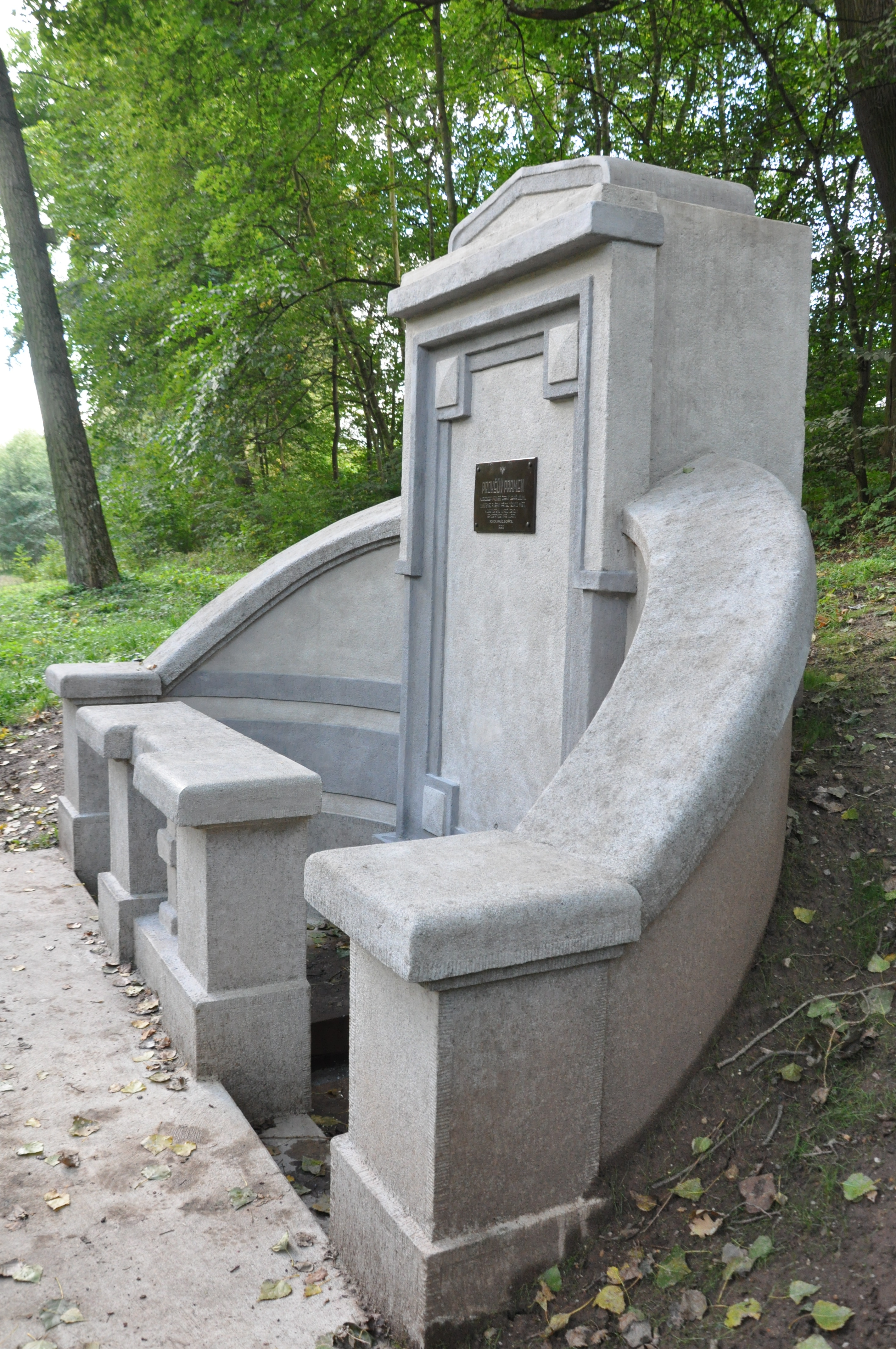
Pramen Dr. Prokeše